# It Won't Be Long
«It Won't Be Long» es una canción del grupo The Beatles compuesta por John Lennon, aunque en los créditos se atribuye la autoría al tándem Lennon—McCartney. Se grabó el 30 de julio de 1963 en los Estudios EMI de Londres y fue publicada en el álbum With the Beatles el 22 de noviembre del mismo año.

## Composición
La letra usa un juego de palabras entre «be long» («mucho tiempo») y «belong» («pertenecer»). En la canción se incluyen tempranas marcas de la casa de The Beatles como la llamada y respuesta en forma yeah-yeah y ampliaciones de riffs de guitarra. 

## Grabación
The Beatles grabaron la canción el 30 de julio de 1963 en dos sesiones. La primera fue en la mañana, donde hicieron 10 tomas. La segunda sesión fue en la tarde del mismo día donde hicerion 7 tomas, mal numeradas como tomas 17-23. El producto final fue una combinación entre las tomas 17 y 21, unidas el 21 de agosto.

## En directo
La canción nunca fue interpretada en vivo ni en ninguna de las sesiones del grupo en la BBC, aunque sí hicieron playback de la canción en una edición del programa Ready Steady Go! en marzo de 1964.

## Personal
El personal utilizado en la grabación de la canción fue el siguiente:
The Beatles
- John Lennon – voz (doblada a dos pistas), guitarra rítmica (Rickenbacker 325c58).
- Paul McCartney – acompañamiento vocal, bajo (Höfner 500/1 61´).
- George Harrison – acompañamiento vocal, guitarra líder (Gretsch Country Gentleman).
- Ringo Starr – batería (Ludwig Downbeat Oyster Black Pearl).

Equipo de producción
- George Martin – producción
- Norman Smith – ingeniería de sonido

## Versiones
La canción fue parte de la banda sonora de la película Across the Universe y es interpretada por Evan Rachel Wood.